# قشعريرة ما بعد الولادة
قشعريرة ما بعد الولادة هي استجابة فسيولوجية تحدث خلال أول ساعتين من الولادة . و تظهر على شكل ارتجاف لا يمكن السيطرة عليها. هذه القشعريرة تصيب الكثير من النساء بعد الولادة، مشكلةً عارض مزعج جدا يستمر لفترة قصيرة. يعتقد أن هذه القشعريرة هي استجابة للجهاز العصبي. وقد تكون مرتبطة بتوزع السوائل والإجهاد المضني بسبب الولادة. تعتبر هذه القشعريرة استجابة طبيعية خاصة في ظل غياب الحمى. حيث يشير ظهور الحمى إلى الإلتهابات . طمأنة الأم هو الإجراء المطلوب، بالإضافة إلى إبقائها دافئة. العارض شائع إلى حد واسع. ويعتقد أنه ربما يرتبط بدرجة حرارة البيئة.

## قائمة المراجع
- Henry، Norma (2016). RN maternal newborn nursing : review module. Stilwell, KS: Assessment Technologies Institute. ISBN:9781565335691.